# آدالایچنای
آدالایچنای (به لاتین: Addalaichenai) یک منطقهٔ مسکونی در سری‌لانکا است که در استان شرقی (سری‌لانکا) واقع شده‌است.